# Imigração alemã em São Paulo
A colonização alemã no Estado de São Paulo aconteceu durante o século XIX, quando chegaram os primeiros colonos vindos da Alemanha e durante o século XX entre a Primeira e Segunda Guerra Mundial.
Na capital, bairros e distritos tradicionais alemães são: Santo Amaro, Chácara Santo Antônio, Brooklin (onde ocorrem as festas germânicas Maifest e o Brooklin Fest todos os anos) e Alto da Boa Vista (onde até a década de 50 era muito comum ouvir crianças falando em alemão nas ruas de terra do bairro). Moema, Vila Mariana, Saúde e Vila Ema também possuem contingentes de germânicos.

## O início da imigração no século XIX
A história da imigração alemã para o Brasil começou em 1822, quando o major Jorge Antonio Schaeffer foi enviado por Dom Pedro I para a corte de Viena e outras cortes germânicas, com o objetivo de reunir colonos para o processo migratório de alemães para o Brasil.
Em 13 de dezembro de 1827, São Paulo recebeu a primeira leva de imigrantes, que desembarcaram do navio Galera Holandesa "Maria" no porto de Santos.
Entre 1827 e 1829, eram quase mil colonos, além de alguns técnicos industriais, comerciantes, professores, sacerdotes, pastores e médicos, reunidos no prédio do Departamento de Imigração (na Silva Jardim, perto do Mercado em Santos), antes de seguirem para as fazendas de Santo Amaro.
Das promessas do imperador, algumas não foram cumpridas integralmente, mas o que interessava realmente aos colonos era a posse da terra, ainda que ao custo de grandes sacrifícios.
O império cedeu aos colonos terras afastadas no antigo município de Santo Amaro, (atualmente região de Parelheiros, distrito do extremo sul de São Paulo). Alguns foram enganados e quando chegaram a região, viram que eram dominadas por brejos. Muitos partiram a outras regiões mais férteis como interior de São Paulo ou Sul do país, mas boa parte da colônia permaneceu.
As famílias Klein, Reimberg, Guilger, Roschel, Gerstenberger, Stapf e Schunck foram algumas das famílias que fundaram a Colônia Paulista, na época chamada Colônia Alemã, em Parelheiros. Colônia é um assentamento de alemães luteranos, que possui o primeiro cemitério particular e protestante de São Paulo. A princípio, imigrantes alemães luteranos não possuíam igreja própria para congregarem e eram forçados a ouvir missas na igreja matriz de Santo Amaro, sede do então município de Santo Amaro.
Parelheiros recebeu este nome devido às diversas corridas de cavalos (as parelhas) entre os alemães e os brasileiros. Antes o bairro era conhecido como Santa Cruz, por existir uma cruz no local, colocada por um devoto chamado Amaro de Pontes, a qual originou a igreja de Santa Cruz.
No bairro também se destaca o fato de no século XIX haver sido aberta pelo colono Henrique Schunck a estrada de Parelheiros. Atual Avenida Sadamu Inoue, que ligava as vilas de Embu-Guaçu e São José, de onde se podia partir para Rio Bonito e Santo Amaro, evitando assim, a passagem pela Colônia Paulista, onde havia a estrada mais antiga chamada Conceição.
Outros imigrantes fixaram-se em Itapecerica da Serra, São Roque e Embu, ou foram levados para Rio Claro e as plantações de café no interior de São Paulo.
Colonos e soldados foram trazidos para o Brasil, no período de 1824 a 1830, que compreende o primeiro período da imigração. A imigração ficaria suspensa a partir de 1830 por falta de verba orçamentaria do império para custeá-la.
Em 1847, o senador Nicolau Vergueiro, abolicionista de São Paulo, tomou a iniciativa própria de contratar 177 famílias de colonos suíços e alemães para a Fazenda Ibicaba (então Município de Limeira), para trabalharem no chamado Sistema de Parceria, onde a produção era dividida igualmente entre proprietário e parceiros (colonos). Pelo sistema, os imigrantes comprometiam-se ainda a cuidar de um determinado número de pés de café, em troca de uma porcentagem do que fosse obtido quando da venda dos grãos. Era-lhes permitido o plantio de pequenas culturas de subsistência, partilhando, assim como o café, a produção com o proprietário das terras.
Seu exemplo foi seguido por vários outros cafeicultores, e de 1850 em diante muitos colonos alemães trabalhavam nas grandes fazendas. Na década de 1850, mais de 2.100 alemães e suíços trabalhavam em 34 fazendas paulistas.
Em 1850, Amparo recebeu imigrantes suíço-alemães para trabalharem nas fazendas de café.
Calcula-se que em 1860, a cidade de São Paulo teria 30 mil habitantes, dos quais 10% seriam alemães.
Porém, por essa época começaram a chegar à Europa os protestos de vários imigrantes, principalmente os alemães e suíços, que escreviam aos parentes e até às autoridades de seus países, denunciando que os fazendeiros paulistas tratavam os lavradores ainda como escravos. As acusações eram tão graves, que muitos governos proibiram a emigração para o Brasil. Na Alemanha, essa proibição foi feita pelo famoso Ato Heydt, que só foi revogado em 1896 - assim mesmo fazendo restrições ao Estado de São Paulo, e permitindo a imigração apenas para os estados do Paraná, Santa Catarina e Rio Grande do Sul.
Na própria Fazenda Ibicaba, os colonos, liderados por Thomas Davatz, questionaram os valores de pesagem das sacas de café pelo Senador Vergueiro, bem como os critérios para a divisão dos lotes de terra. O forte descontentamento resultou num levante armado na fazenda, conhecido como Revolta dos Parceiros, que necessitou da intervenção de forças policiais para estabilizar a situação.
Com isso, muitos acabaram saindo e procurando as grandes cidades ou o litoral, onde se aventuraram em outros setores, como agências marítimas, exploração de trapiches e exportação. Muitos foram trabalhar na construção de estradas de ferro e nas primeiras indústrias que surgiam pelo Estado.
Muitos prosperaram, como é o caso de Theodor Wille e Francisco Schmidt (Franz Schmidt).Theodor Wille chegou a Santos em 1838 como marinheiro de uma galera, da qual desertou, para começar a vida cortando lenha no mangue. Em março de 1844, fundou a tradicional Theodor Wille & Cia, ficando conhecida por exportar a primeira saca de café da província de São Paulo para a Europa. Foi a Theodor Wille & Cia uma das responsáveis por tornar o porto santista a mais importante via de exportação do café brasileiro e existiu durante mais de um século até o seu fechamento, nos anos 80. Ainda hoje é possível ver o edifício com o nome "Theodor Wille & Cia" no centro de Santos.
O nome de Theodor Wille também está ligada a fundação da cidade de Votuporanga a partir da divisão da Fazenda Marinheiro de Cima. Essas antigas terras que deram origem a esta cidade paulista pertencia ao Sr. Francisco Schmidt (Franz Schmidt), outro alemão que era conhecido como o terceiro "rei do Café", que as entregou à empresa Theodor Wille & Cia, em virtude de uma dívida. Esse mesmo Sr. Francisco Schmidt foi dono da Fazenda Monte Alegre (Ribeirão Preto),  e ao morrer em 1924, durante a divisão entre seus herdeiros, parte de seus bens foram para a Theodor Wille & Cia que era a firma que financiava seus investimentos e com quem tinha alguns débitos.
A Theodor Wille & Cia além de exportadora de café (com filiais em Santos, São Paulo e Rio de Janeiro), também era proprietária de oito fazendas e representante de duas empresas de navegação. Um dos navios pertencentes à companhia Theodor Wille foi o navio Willinck, que trouxe famílias alemãs para o Brasil e muitas delas pagaram as passagens prestando serviços à companhia.
Theodor Wille foi também proprietário da Central Elétrica de Rio Claro e acionista da Brahma.

## A imigração durante o século XX

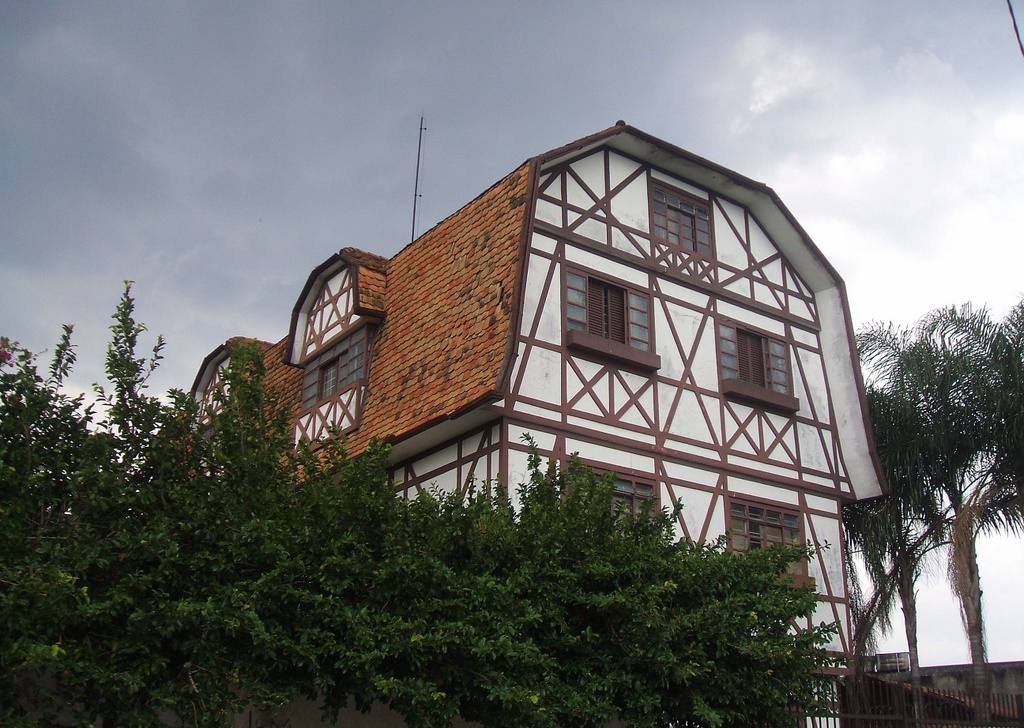
Antiga subestação de energia no alto do Jaguaré

Foi no século XX que chegou a maior parte dos imigrantes alemães ao Brasil. Só na década de 1920 desembarcaram 75 mil alemães no país. A maior parte desses imigrantes não iam mais para as colônias rurais, pois rumavam para os centros urbanos: eram operários, artífices e outros trabalhadores urbanos, professores, refugiados políticos. A cidade de São Paulo recebeu a maior parte dessa nova onda de emigração alemã: em 1918 viviam na cidade cerca de 20 mil alemães. Outros rumaram para Curitiba, Porto Alegre e Rio de Janeiro.
Mesmo com essa inversão do fluxo de imigração alemã para os espaços urbanos, houve ainda algumas tentativas de fixação do colono no campo através dos núcleos coloniais oficiais, embora a maioria dessas colônias fosse composta por brasileiros ou imigrantes não-alemães (italianos, portugueses, espanhóis etc.). Apesar disso, alguns núcleos foram, em certos momentos, verdadeiras colônias alemãs, como é o caso do Núcleo Colonial Bandeirantes, em São José do Barreiro, formado em 1908 por famílias alemãs e austríacas. Já no começo da década de 20, o núcleo apresentava um decréscimo acentuado no número de colonos estrangeiros, que rumavam para as cidades vizinhas ou outras colônias. Porém, os alemães (assim como os austríacos) foram de grande representação até 1918, atingindo um ápice em 1913.
Outro importante núcleo colonial com forte presença alemã foi o de Nova Europa, na Região Administrativa Central. Formado em 1907, contava com 357 colonos alemães em 1913, sendo estes, ao lados dos russos, as principais nacionalidades presentes. Tal núcleo viria a formar o distrito (1920) e, futuramente, município (1953) de Nova Europa, no qual o fugitivo e criminoso de guerra nazista Josef Mengele se escondeu durante o início de sua estadia no Brasil.
O distrito de Jaguaré foi uma das muitas áreas rurais situadas além dos rios Tietê e Pinheiros cuja ocupação e exploração só se iniciou após o expressivo crescimento do parque industrial paulistano e da explosão demográfica a que a cidade assistiu a partir das primeiras décadas do século XX. Por volta de 1925, alguns imigrantes europeus, boa parte deles alemães, encontram-se instalados nos arredores do futuro distrito, ocupados por fazendas, sítios e chácaras. A região que compreende o Jaguaré propriamente dito era uma grande fazenda de 165 alqueires, pertencente à Companhia Suburbana Paulista, empresa responsável pelo loteamento de terras, fundada por Ramos de Azevedo.
Na década de 1930, por exemplo na cidade de Santos, o desenvolvimento da colônia era bem caracterizado, acabando por formar uma espécie de micro-sociedade, composta inclusive por nobres - barões e condes ligados a bancos germânicos e ao comércio do café. Na década de 1940, estima-se que 2,5% do estado de São Paulo era formado por alemães ou seus descendentes.
Tais imigrantes do século XX, constituíram um contingente muito diversificado. Havia oficiais do exército, profissionais liberais e acadêmicos, burgueses arruinados, camponeses, artífices e operários urbanos. Como também militantes políticos, tanto de direita como social-democratas, anarquistas e comunistas. Não faltaram professores, comerciantes e até ex-funcionários das antigas colônias alemãs na África.

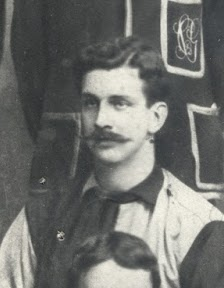
Um dos pioneiros do futebol brasileiro, Hermann Friese

Ainda antes da Segunda Guerra começaram a chegar judeus alemães, fugindo do regime nazista, entre eles vários intelectuais e profissionais liberais. Entre os pioneiros, merece destaque um que contribuiria para a ocupação espacial da capital paulistana, o self-made man Victor Nothmann (1841-1905), que, de pobre vendedor ambulante, chegou a ser um dos pioneiros na criação das linhas de bondes e da telefonia urbana na cidade. Ele também foi um dos criadores do bairro de Higienópolis, em São Paulo. Esta migração massiva, em fuga do nazismo, começou nos anos 1930 e vai até 1939/40, quando ficou impossível cruzar os mares devido ao conflito mundial.
Esses refugiados enfrentaram graves problemas para entrar no país, pois, se até a década de 1930, não havia uma política oficial seletiva de imigração, já que o fluxo de imigrantes para o Brasil era essencialmente destinado à lavoura, em 1937 o governo Getúlio Vargas criou uma legislação, baseada em “cotas de imigração”, para controlar politicamente esta entrada. A nova legislação só trouxe prejuízos aos refugiados de origem judaica. Algumas circulares secretas expedidas pelo Itamarati reforçaram a exclusão dos judeus nesse período. Mesmo em casos especiais, como o dos Christlichen Nichtarier  (católicos de origem judaica), que tivera a intervenção da alta hierarquia da Igreja Católica para um grupo deles, o número dos que conseguiram entrar no país foi menor do que a cota liberada, pois alguns diplomatas anti-semitas usaram de todos os artifícios para barrá-los.
Dentro das circunstâncias de desespero, a imigração teuto-judaica foi relativamente planejada, pois algumas lideranças forjadas nesse conflito buscaram algumas estratégias para seu sucesso. Em 1933 foi criada a Comissão de Assistência aos Refugiados da Alemanha (CARIA), organizada pelo Dr. Luís Lorch (1894-1969), um judeu alemão que vivia em São Paulo e era casado na família Klabin. A Comissão objetivava levantar e administrar recursos para a inserção desses refugiados na sociedade brasileira, acompanhar a regularização dessas entradas, zelar pela manutenção econômica das famílias  e prover o ensino do português aos recém-chegados.
O mais visível desses líderes  foi o rabino Fritz Pinkuss (1905-1999), rabino em Heidelberg, cujo irmão Kurt viera para São Paulo e o convidara para ocupar o espaço religioso que estava para ser criado na cidade. Dois outros nomes devem ser lembrados: o Dr. Hans Hamburger  (1891-1953) e o Dr. Alfred Hirschberg (1901-1971). Assim, em 1936, judeus alemães liderados por ele fundaram a Congregação Israelita Paulista (CIP), hoje, na Rua Antonio Carlos, onde aglutinaram os judeus salvos da destruição nazista. Mesmo sendo os fundadores oriundos da burguesia alemã, os membros da CIP tinham perfis etno-religiosos diferentes, pois havia entre eles asquenazi e sefaradim – estes, em menor número. O elemento de corte era, porém, a divisão entre liberais e ortodoxos. Todos eles pretendiam manter suas identidades no novo país. Os dirigentes da nova comunidade trabalharam para aplainar estas diferenças e construir essa pujante congregação paulistana.

## Propaganda nazista no Brasil e São Paulo
Em 1928, foi fundado em Timbó, Santa Catarina, a seção brasileira do Partido Nazista. Naquela época, viviam no Brasil cerca de 100 mil alemães natos e cerca de um milhão de descendentes.
Embora nunca tenha havido um Partido Nazista organizado, legal ou clandestinamente no país, vários membros da comunidade teuto-brasileira foram membros da seção brasileira do Partido Nazista da Alemanha. Esta seção chegou a ter 2.822 membros e foi a maior seção do Partido Nazista alemão no exterior. Como era uma organização estrangeira, somente alemães natos podiam ser filiados. Muito embora certamente houve brasileiros/as descendentes de alemães que eram e que atuaram como simpatizantes, a grande maioria em São Paulo, as pesquisas existentes apontam para o fato de que a vasta maioria das pessoas que se identificavam com a cultura germânica no Brasil não se envolveram com o projeto político de Hitler na Alemanha. 
Calcula-se que cerca de 5% dos imigrantes alemães então residentes no Brasil estiveram, em alguma época, associados ao Partido Nazista alemão. Estes nazistas residiam em 17 estados brasileiros, a maior parte deles em São Paulo. Entretanto, a esmagadora maioria dos teuto-brasileiros não se deixou seduzir pela propaganda e nunca se filiou ao nazismo.

## Fugitivos nazistas em São Paulo

Franz Stangl

Apesar da esmagadora maioria de alemães e descendentes de alemães que viviam em São Paulo não terem aderido ao Nazismo, houve três personagens nazistas condenados como criminosos de guerra que fugiram e viveram escondidos anonimamente nas comunidades teuto-paulistas após a Segunda Guerra Mundial:
O primeiro caso e mais famoso foi de Josef Mengele, médico que ficou conhecido como "anjo da morte" no campo de concentração de Auschwitz. Mengele realizava experiências médicas com seres humanos vivos, sempre sem anestesia, com o propósito de pesquisar o aperfeiçoamento da raça ariana. Uma boa parte das vítimas de suas "experiências científicas" foram  anões e irmãos gêmeos. Após fugir para Argentina e depois Paraguai, sem ter sido reconhecido, veio ao Brasil, com breve passagem pelo Paraná, indo residir clandestinamente em diversas localidades do interior de São Paulo de 1970 até 1979. Morou em Serra Negra, Assis, Marília, Nova Europa, Mogi das Cruzes, Poá e finalmente, em Bertioga, onde morreu afogado no mar em 1979. Quando, em 1975, decidiu se esconder na Estrada do Alvarenga a convite de amigos e na companhia de uma empregada, Mengele era um senhor com bigode farto e cabelos grisalhos, conhecido na região como seu Pedro – embora o forte sotaque sugerisse que ele estava mais para Herr Peter.
Avesso a andanças pelo bairro, o alemão passava os dias na edícula dos fundos, datilografando relatos de sua fuga pela Bavária ou escrevendo cartas que enviava aos contatos que manteve desde que aportara na América do Sul (também morou na Argentina e no Paraguai). Em 1979, com pouco dinheiro e tomado por fortes dores estomacais, Mengele saiu do sobrado à beira da represa Billings e se mudou para uma casa na praia de Bertioga, no litoral paulista. Ao entrar no mar com um casal de amigos, teve um mal súbito e morreu. Era um dos criminosos de guerra mais procurados do mundo.
O segundo caso foi de Franz Stangl, que foi primeiro-tenente da SS e comandante dos campos de extermínio de Treblinka e Sobibór onde acredita-se que cerca de 900.000 judeus foram mortos. Stangl e sua família Galvão fugiram para o Brasil em 1951, vindos da Síria. Viveram em São Paulo por 16 anos. Depois de vários empregos, Francisco foi trabalhar na fábrica da Volkswagen, em São Bernardo do Campo. Quando descoberto, foi extraditado para Alemanha Ocidental em 1967, sendo condenado a prisão perpétua.

O terceiro caso foi de Gustav Wagner, que foi sargento e subcomandante do Campo de Sobibor, onde ficou conhecido como "A Besta de Sobibór". Chegou ilegalmente no Brasil em 1950. Viveu em São Paulo com o nome falso de "Günther Mendel". Em 30 de junho de 1978, Gustav Wagner é reconhecido por sobrevivente do campo de Sobibór e se entrega à polícia, mas o governo brasileiro se recusa a extraditá-lo, mesmo com Alemanha, Áustria, Polônia e Israel solicitando sua extradição por sequestro e por assassinato. Viveu até 1980, onde cometeu suicídio em São Paulo.

## História do navio Windhuk
O Windhuk ('canto do vento' em português) era um navio alemão, de propriedade da Deutsche DST Afrika Linie, que foi lançado ao mar em 15 de outubro de 1936, com capacidade para 160 passageiros na primeira classe e 380 na classe turística, além de 250 tripulantes. O navio partia de Hamburgo, ancorando em diversos portos até Lourenço Marques, em Moçambique. Em 1939, na sua 13ª viagem, quando estava na África, no porto de Lobito, Angola, carregando laranjas, muitos países declararam guerra aos alemães. Por este motivo, o navio Windhuk não conseguiu mais retornar à Alemanha, pois a Inglaterra já havia implantado numerosos bloqueios no Atlântico Sul para impedir a passagem das embarcações germânicas e  apreendê-las. O comandante do ‘Windhuk’, Wilhelm Braver, decidiu escapar dos bloqueios pelo sul, navegando em direção à Argentina. Para furar o bloqueio, camuflou o navio: mandou hastear a bandeira japonesa e trocou o nome do transatlântico para ‘Santos Maru’. A certa altura da viagem, devido ao baixo estoque de combustível nos tanques e às más condições do tempo, e principalmente pela presença de navios de guerra ingleses nas proximidades do Rio da Prata,  o comandante Braver recebeu instruções para encurtar a viagem e procurar escalar em um porto que se apresentasse seguro. Por questão do destino ou estratégia, o Windhuk chegou ao porto de Santos em 7 de dezembro de 1939.
Naquela época, o Brasil estava ainda neutro na guerra, então o navio permaneceu com sua tripulação vivendo muito bem em Santos até 1942, ano em que o Brasil rompeu relações diplomáticas e declarando guerra aos países do Eixo (Alemanha, Itália e Japão). Assim, toda a tripulação foi presa e conduzida para campos de concentração no interior de São Paulo (Taubaté, Pindamonhangaba, Itapecerica da Serra, Jundiaí e Guaratinguetá) e lá ficaram presos até o fim da guerra em 1945.
Quando acabou a Segunda Guerra Mundial, a Europa estava destruída. Por isso, a maior parte dos tripulantes do navio alemão decidiu permanecer no Brasil, além do que já tinham se acostumado com o estilo de vida brasileiro, após seis anos (apesar de destes, foram quase quatro anos em campos de concentração). Vários se casaram com brasileiros. Os descendentes podem ser encontrados naquelas cidades do Interior de São Paulo, em São Vicente e em Santos.
A influência desses alemães foi notável, por exemplo, no campo da gastronomia, onde três devem ser citadas:
O restaurante Windhuk, em Moema, São Paulo, foi fundado em 1948 pelos ex-tripulantes do navio, Wolfgang Gramberer e Rolf Stephan. Começou como um pequeno bar e hoje em dia é um restaurante com mais de 60 anos de tradição, famoso e o mais tradicional restaurante germânico de São Paulo. Ponto de encontro da colônia e seus descendentes. Todo dia 7 de dezembro é comemorado no restaurante o aniversário da chegada do navio a Santos, junto aos ex-tripulantes ainda vivos.
Outro ex-tripulante, chamado Karl-Heinz Misfeld, fundou um famoso bar/restaurante chamada Heinz, na cidade de Santos, que existe até hoje, após mais de 50 anos, também sendo ponto de referencia da comida e chope alemão da cidade.
Já o chefe de máquinas do navio Windhuk, Martin Jess, ficou doente durante o período no campo de concentração em Itapecerica da Serra. Foi para o hospital e conheceu a senhora Marta, que também era alemã e trabalhava com farmácia de manipulação, visitando voluntariamente hospitais. Após a guerra eles se casaram e foram para São Vicente. Em 1967, eles compraram o restaurante Hirondelle, que já existia desde 1951 (fundado por imigrantes franceses). Lá eles implantaram comidas alemãs como a torta de nozes, especialidade da casa, que continua até hoje.
Outros muitos se aventuraram pioneiramente no setor da hotelaria em Campos do Jordão, que teve início, graças ao esforço daqueles alemães que investiram no turismo naquela região. Hoje, a cidade é um centro do turismo de inverno da região Sudeste.

## Alemães em São Paulo, muito antes da imigração oficial

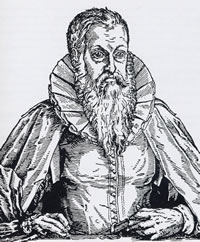
Retrato de Hans Staden feito por H. J. Winkelmann, em 1664.

Com Martim Afonso de Sousa, vieram os primeiros alemães que se instalaram em Santos e outras regiões da Baixada Santista, entre eles Johannes von Schertz, construtor de moinhos hidráulicos e fundador do primeiro engenho de açúcar do Brasil, em sociedade com três portugueses, na encosta do Tachi, ou Morro do Tachinho, hoje conhecido como Nova Cintra. Depois da morte de Johannes von Schertz, seu filho, Erasmo von Schertz, comprou a parte dos sócios de seu pai, e o engenho, que levava nome de São Jorge, por causa de uma capela dedicada ao santo, passou a ser chamado de Engenho São Jorge dos Erasmos. Suas ruínas constituem um dos patrimônios históricos de Santos. Assim, os Schertz criaram a primeira linha marítima entre o Brasil e a Alemanha, destinada à exportação de açúcar. Mais tarde, quando foi proibido que os alemães exercessem cargos de capatazia, a administração dos negócios dos Schertz foi confiada a Pedro Ruesel.
No ano de 1532 chegou ao Brasil o primeiro Luterano, Heliodoro Heoboano, filho de um amigo de Lutero, que aportou em São Vicente, no entanto, logo retornou para a Europa.
O náufrago Staden - Hans Staden, marinheiro alemão, passou a fazer parte da História do Brasil por obra da sorte. Ou melhor, por obra do azar. Ele chegou como artilheiro de uma das expedições portuguesas que aportaram no Brasil em 1547, depois de ter prestado serviço militar em Lisboa. Em 1549, quando regressava para Portugal, seu navio naufragou em Itanhaém, e ele foi aprisionado pelos índios tupiniquins, com os quais conviveu durante nove meses.
Durante a revolta dos tamoios (Confederação dos Tamoios), o alemão Staden foi nomeado comandante do Forte de Santo Amaro, em Bertioga, e mais uma vez foi aprisionado - agora pelos tupinambás, que o condenaram à morte, como a outros portugueses. Sua barba loira foi o que o salvou, pois graças a ela conseguiu convencer os índios de que não era de ascendência lusitana, como os inimigos. Depois de três anos entre os tupinambás, Hans Staden conseguiu fugir, e escreveu suas memórias: "História de uma terra chamada América" e "Viagem ao Brasil".
Já no início do século XIX, alguns alemães assumiram funções de responsabilidade no Brasil. É o caso, por exemplo, de Daniel Pedro Müller, chegado em 1802. Com formação militar obtida em Lisboa, colaborou com as autoridades locais, integrou o corpo de engenheiros realizando várias obras e chefiou uma fábrica de reparo de armas, à frente de uma equipe de oito mestres alemães.
Johann Carl August von Oeynhausen-Graveburg, por sua vez, assumiu o governo da capitania-geral de São Paulo em 1819 e introduziu a vacinação contra a varíola, sendo destituído pelo príncipe regente Dom Pedro poucos meses antes da independência do Brasil.

## Contribuições dos alemães no estado de São Paulo

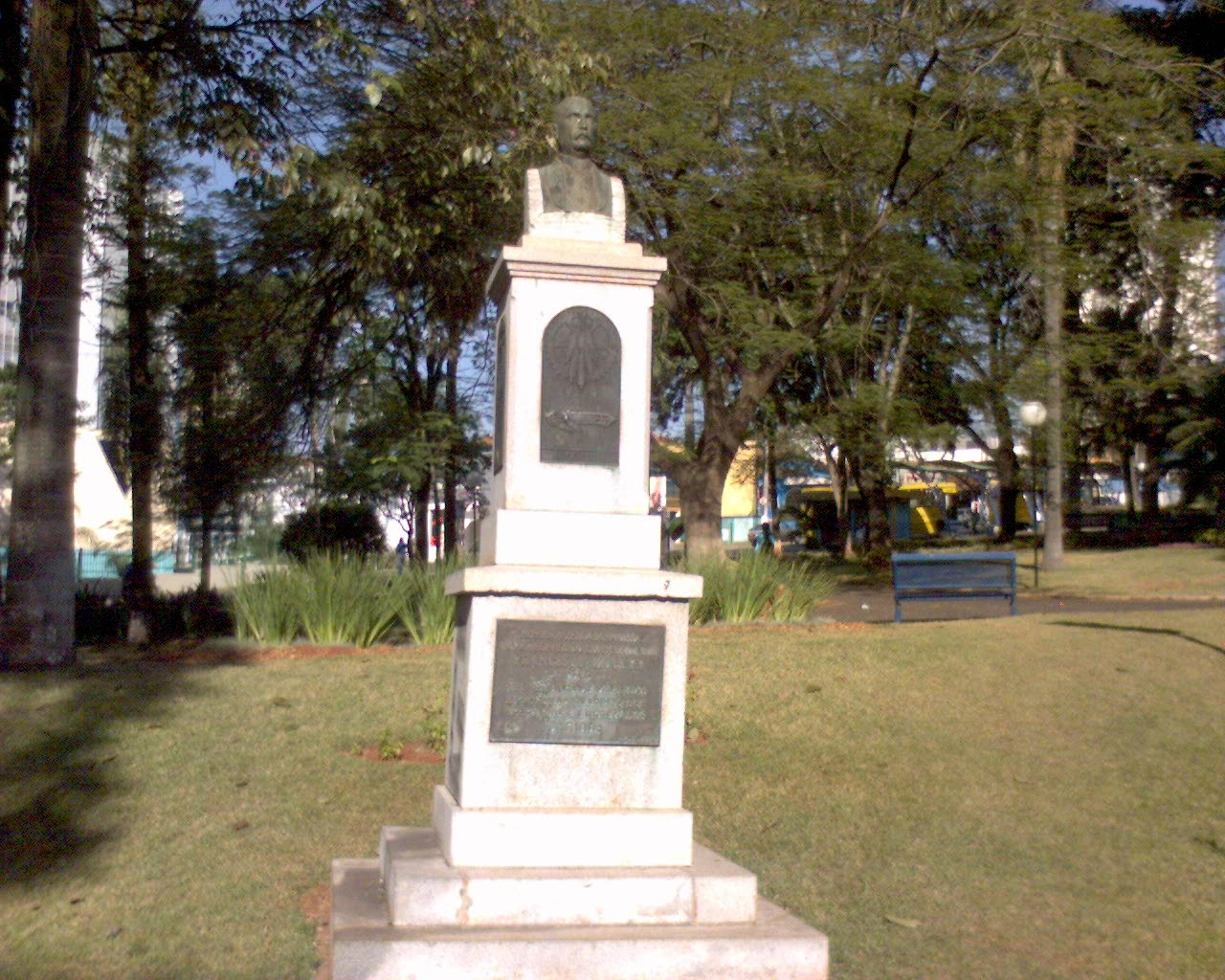
Busto em honra à família alemã Müller, que criou a primeira indústria em Americana

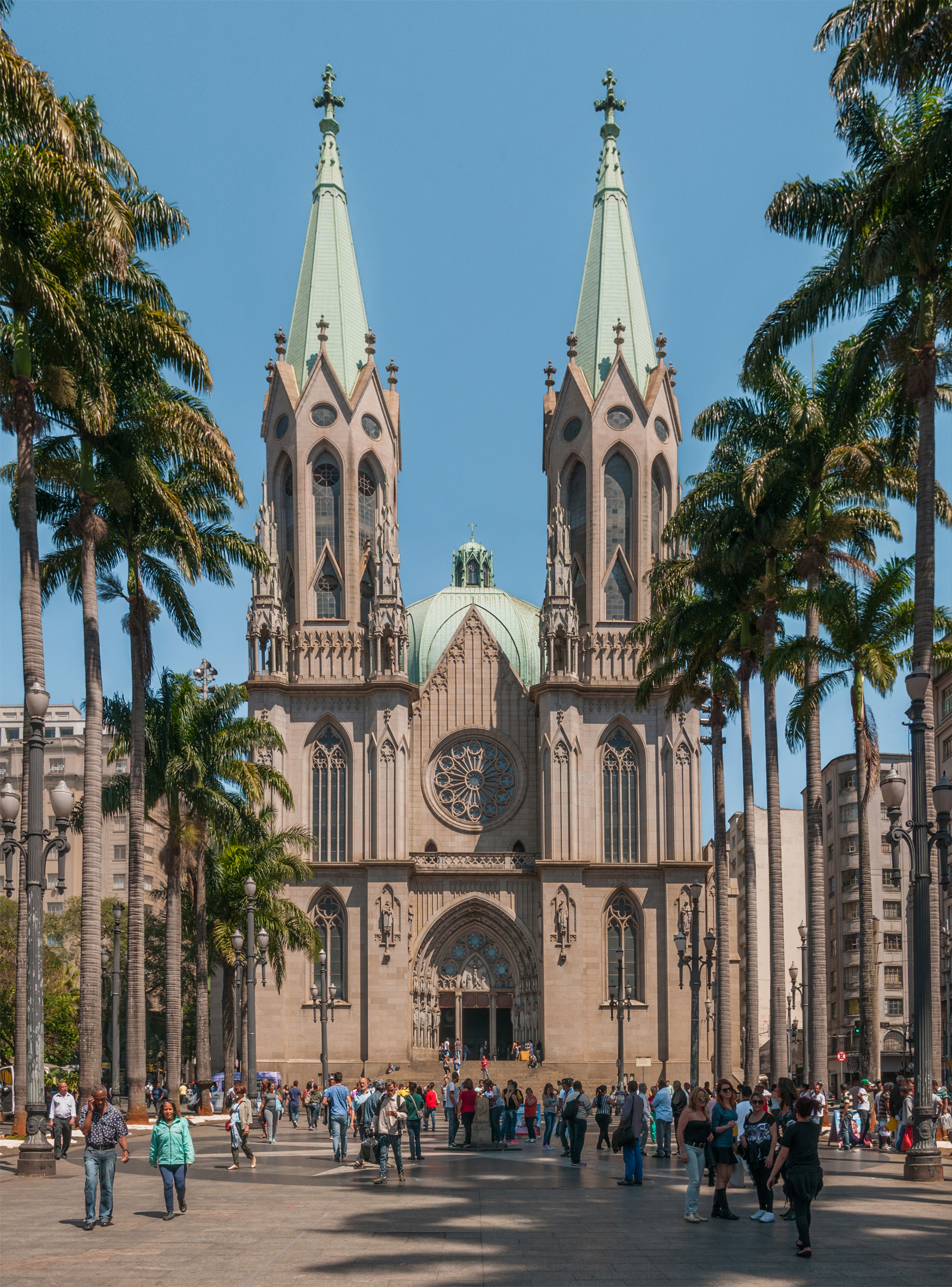
Catedral da Sé

Entre os vários clubes esportivos e de lazer, destaca-se o Esporte Clube Pinheiros, batizado inicialmente como Germânia e que teve o primeiro time alemão de futebol. No setor de saúde, os imigrantes alemães contribuíram com duas instituições de renome: o Hospital Santa Catarina, fundado por freiras, e o Hospital Alemão Oswaldo Cruz.
Na cidade de São Paulo, foi no Largo de São Bento que comerciantes alemães concentraram suas lojas. A mais famosa foi a Casa Allemã, que nasceu como uma pequena venda e tornou-se uma chique loja de departamentos, com salão de chá e muitos produtos importados da Alemanha.
Nas artes e na cultura, o arquiteto Maximilian Emil Hehl e a família de vidraceiros Sorgenicht como os grandes destaques. Além de ter projetado a Casa Allemã, Hehl fez o projeto original da Catedral da Sé em estilo neogótico, bem como o da Catedral de Santos, enquanto os Sorgenicht confeccionaram vitrais para o Mercado Municipal, o Arquivo Municipal, a Faculdade de Direito da USP e a universidade FAAP.
Os alemães também se destacaram com suas fábricas de chapéus e chocolates, além de cervejarias, como não poderia deixar de ser. Apenas para citar um exemplo, a Antarctica foi fundada pelo cervejeiro alemão Louis Bücher, junto com Joaquim Salles.
A cerveja Bávara (e não a atual Bavária), então produzida por Heinrich Stupakoff & Cia., foi uma das primeiras cervejarias que se tem notícia em São Paulo. Seu proprietário foi Heinrich Ferdinand Alexander Stupakoff, descendente de russos, porém nascido em Hamburgo, na Alemanha, no dia 24 de setembro de 1856. Sua cerveja já era servida em 1877, quando houve a inauguração de um estabelecimento chamado "Stadt Bern" (cidade de Berna), situado à rua São Bento número 73, antigo prédio térreo de seis portas, em São Paulo capital.
No ramo gastronômico, podemos citar milhares de exemplos, dentro de restaurantes e empresas especializadas nas comidas alemães, mas a fundação da empresa de pães Wickbold, criada pelo imigrante alemão e padeiro, Sr. Henrique Wickbold, não pode ser deixada de lado.
Arquitetos e urbanistas alemães deram uma contribuição significativa para dar estrutura ao estado, para formar uma base para que ele pudesse crescer nas décadas posteriores. O primeiro grande engenheiro de São Paulo foi um alemão, Carlos Rath (ou Karl Rath). Ele foi praticamente o primeiro engenheiro que se empenhou em instalar uma canalização em alguns bairros de São Paulo. Há alemães entre os primeiros urbanistas, Victor Nothmann, por exemplo, que juntamente com o suíço Frederico Glete dá origem a um empreendimento imobiliário nos Campos Elíseos, iniciando a expansão da cidade de São Paulo para além do Vale do Anhangabaú. Por volta de 1875 são construídas as primeiras casas e palacetes onde só havia chácaras e, no máximo ruazinhas, transformando o cenário urbano, também chegou a ser um dos pioneiros na criação das linhas de bondes e da telefonia urbana na capital.
Fundada em 1878, a mais antiga instituição de ensino em funcionamento chama-se hoje Colégio Visconde de Porto Seguro, que, assim como o Colégio Humboldt, possui turmas em que o idioma predominante é o alemão. Outras três escolas e sete jardins de infância oferecem alemão como língua estrangeira (como o Colégio Benjamin Constant, na Vila Mariana). O Colégio Imperatriz Leopoldina também foi fundado por imigrantes alemães em 1923 no bairro de Santana, na época com o nome de Hindenburg Schule.
Hoje, o estado paulista é o maior pólo da indústria alemã fora da Alemanha.
Houve grande influência do Luteranismo trazido pelos imigrantes alemães. Apesar de nem todos serem luteranos, pois no grupo havia muitos católicos e uma minoria judaica, é ainda facilmente perceptível as contribuições luteranas no estado. Um exemplo é a cidade de Rio Claro, onde o famoso pastor, então apenas professor, Theodor Albert Kölle, nascido em Tübingen, Alemanha, em 7 de dezembro de 1864, chegou em 2 de dezembro de 1883, meses depois do lançamento da pedra fundamental da Igreja Luterana fundada pelo seu futuro sogro, o Pastor Johann Jacob Zink, juntamente com uma escola, que no futuro seria o Colégio Koelle, e a partir dai tornou-se uma figura proeminente na comunidade alemã. Hoje é possível visitar o Museu Theodor Koelle na cidade.
Em Santos, houve uma forte presença do luteranismo. A igreja de Santos foi fundada em 1935, ao lado dela foi instalada por muitos anos a Missão Alemã aos Marinheiros, onde os marinheiros alemães encontravam um ambiente acolhedor, onde passam suas horas de lazer enquanto estava na cidade. E, em Campinas, alemães, austríacos e brasileiros fundaram a Associação Atlética Ponte Preta (1900).

## Colônias alemãs estabelecidas em São Paulo
Desde a chegada das primeiras famílias a Santo Amaro e Itapecerica, dezenas de colônias alemãs foram formadas no território paulista. É importante notar que o tipo de contrato variou muito ao longo do tempo e do local, existindo desde as famosas colônias de parceria (geralmente nas fazendas de café), onde os colonos, em geral, trabalhavam para os fazendeiros recebendo salário e, às vezes, um pedaço de terra para cultivar seu próprio plantio, até os núcleos coloniais de caráter oficial, instalados pelo governo, onde os imigrantes compravam seus próprios lotes, parecido com a colonização ocorrida no Sul do país.
Entre 1847 e 1855 foram fundadas 21 colônias rurais contendo alemães nas fazendas paulistas. Isso se deveu, como já explicado, às restrições ao tráfico de escravos, culminando com sua total proibição em 1850, através da Lei Eusébio de Queirós. A dificuldade em adquirir novos escravos fez com que os fazendeiros procurassem outras alternativas para a mão-de-obra, passando a contratar cada vez mais estrangeiros, sobretudo alemães, suíços e portugueses. Vale lembrar outra vez que um dos pioneiros desse sistema de parceria foi o então senador pela província, dr. Nicolau Pereira de Campos Vergueiro, que contratou, na década de 1840, famílias estrangeiras para trabalhar em suas fazendas em Limeira e Rio Claro, entre elas muitas famílias alemãs.
Além de Limeira e Rio Claro, outras cidades que estabeleceram pequenas colônias alemãs em suas fazendas, neste período, foram Campinas, Bragança Paulista, Jundiaí, Paraibuna, São Sebastião e Piracicaba.
Relação das colonias alemãs fundadas em São Paulo entre 1847 e 1855
| Nome da colônia          | Local             | Data de fundação | Nacionalidade dos primeiros colonos           |
| ------------------------ | ----------------- | ---------------- | --------------------------------------------- |
| Senador Vergueiro        | Limeira           | 1847             | Alemães, suíços, portugueses e brasileiros    |
| S. Jerônimo e S. Bárbara | Limeira           | 1852             | Alemães e brasileiros                         |
| Boa Vista (I)            | Rio Claro         | 1852             | Alemães, portugueses e brasileiros            |
| Biry                     | Rio Claro         | 1852             | Alemães                                       |
| São Lourenço             | Piracicaba        | 1852             | Alemães, franceses, portugueses e brasileiros |
| Boa Vista                | Bragança Paulista | 1853             | Alemães e brasileiros                         |
| São Joaquim              | Jundiaí           | 1853             | Alemães                                       |
| Sete Quedas              | Campinas          | 1854             | Alemães e brasileiros                         |
| Cresciumal               | Limeira           | 1854             | Alemães e brasileiros                         |
| Iapera (I)               | Campinas          | 1854             | Alemães                                       |
| Nova Germânia            | Paraíbuna         | 1854             | Alemães                                       |
| São José                 | Jundiaí           | 1854             | Alemães                                       |
| Santo Antônio            | Jundiaí           | 1854             | Alemães                                       |
| Morro Grande             | Jundiaí           | 1854(?)          | Alemães                                       |
| Cauvitanga               | Rio Claro         | 1855             | Alemães e brasileiros                         |
| Boa Vista (II)           | Rio Claro         | 1855             | Alemães                                       |
| Morro Grande             | Rio Claro         | 1855(?)          | Alemães, portugueses e brasileiros            |
| Iapera (II)              | Campinas          | 1855             | Alemães                                       |
| Florense                 | Campinas          | 1855             | Alemães                                       |
| Getuba                   | São Sebastião     | 1855             | Alemães                                       |
| Angélica                 | Rio Claro         | 1855             | Alemães, suíços, portugueses e brasileiros    |

Relação de algumas das mais importantes colônias alemãs fundadas em São Paulo no século XIX
| Nome da colônia      | Cidade                 | Fundação | Categoria |
| -------------------- | ---------------------- | -------- | --------- |
| Santo Amaro          | São Paulo              | 1829     | Rural     |
| Colônia Velha        | Parelheiros (S. Paulo) | 1829     | Rural     |
| Itapecirica          | Itapecerica da Serra   | 1829     | Rural     |
| Colônia Paulista     | São Paulo              | 1829     | Rural     |
| Fazenda Ibicaba      | Cordeirópolis          | 1846     | Rural     |
| Rio Claro            | Rio Claro              | 1848     | Rural     |
| Friedburg            | Friburgo (Campinas)    | 1857     | Rural     |
| Kirchdorf            | Leme                   | 1892     | Rural     |
| Pires de Limeira     | Limeira                |          | Rural     |
| Monte Mor            | Monte Mor              |          | Rural     |
| Santos / São Vicente | Santos / São Vicente   |          | Urbana    |
| São Paulo            | São Paulo              |          | Urbana    |

Fonte: A Epopeia de uma Imigração de Toni Vidal Jochem

## Alguns teuto-brasileiros de São Paulo

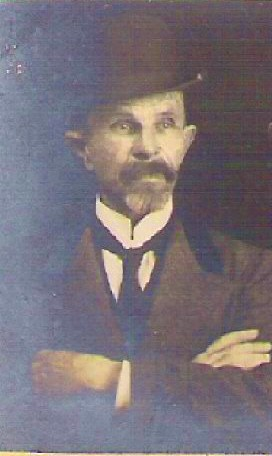
Evaristo Conrado Engelberg
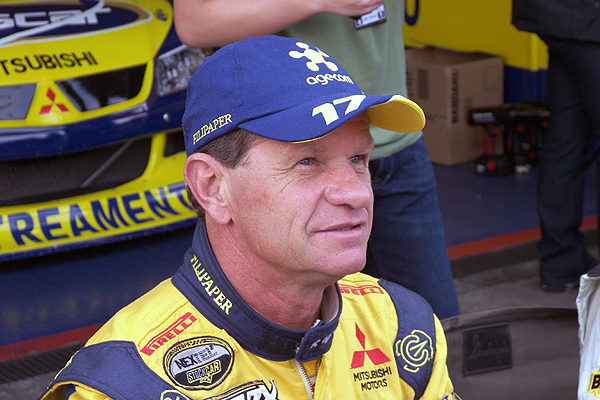
Ingo Hoffmann
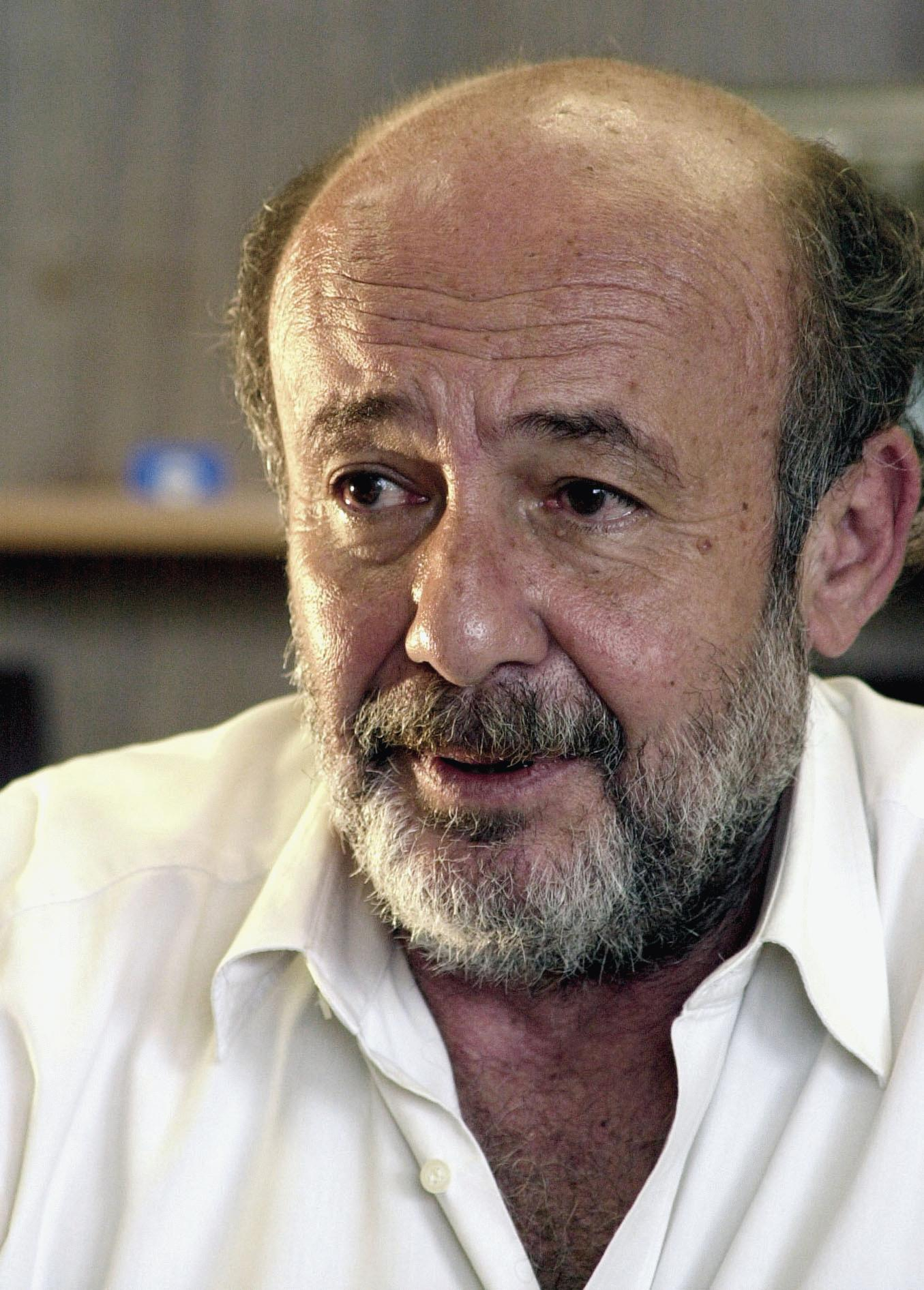
Ricardo Kotscho
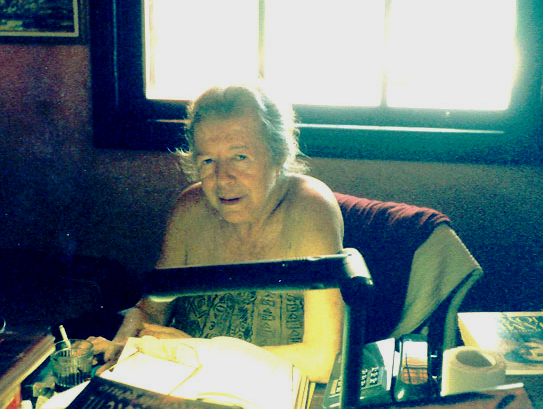
Hilda Hilst
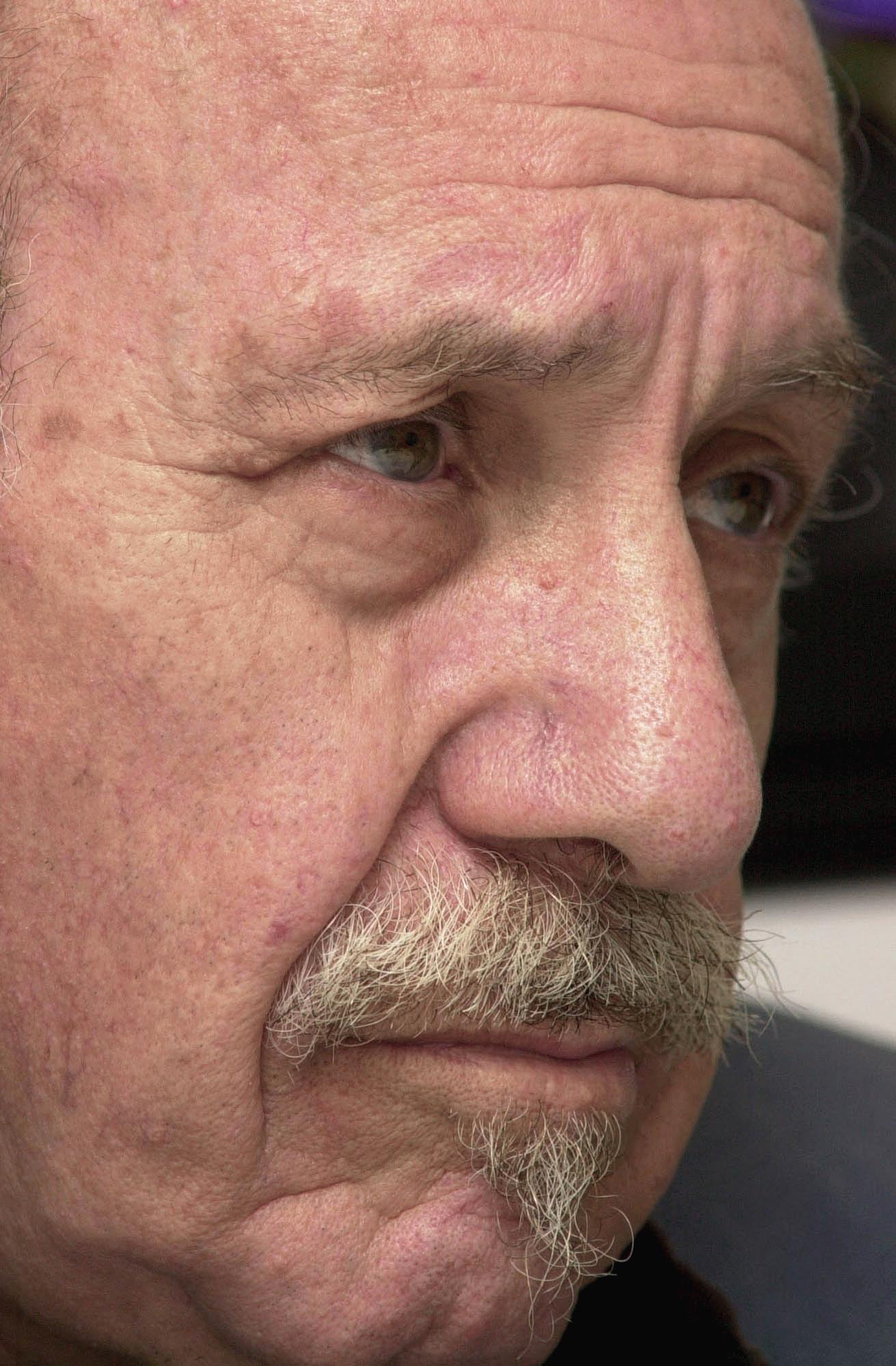
Paul Singer
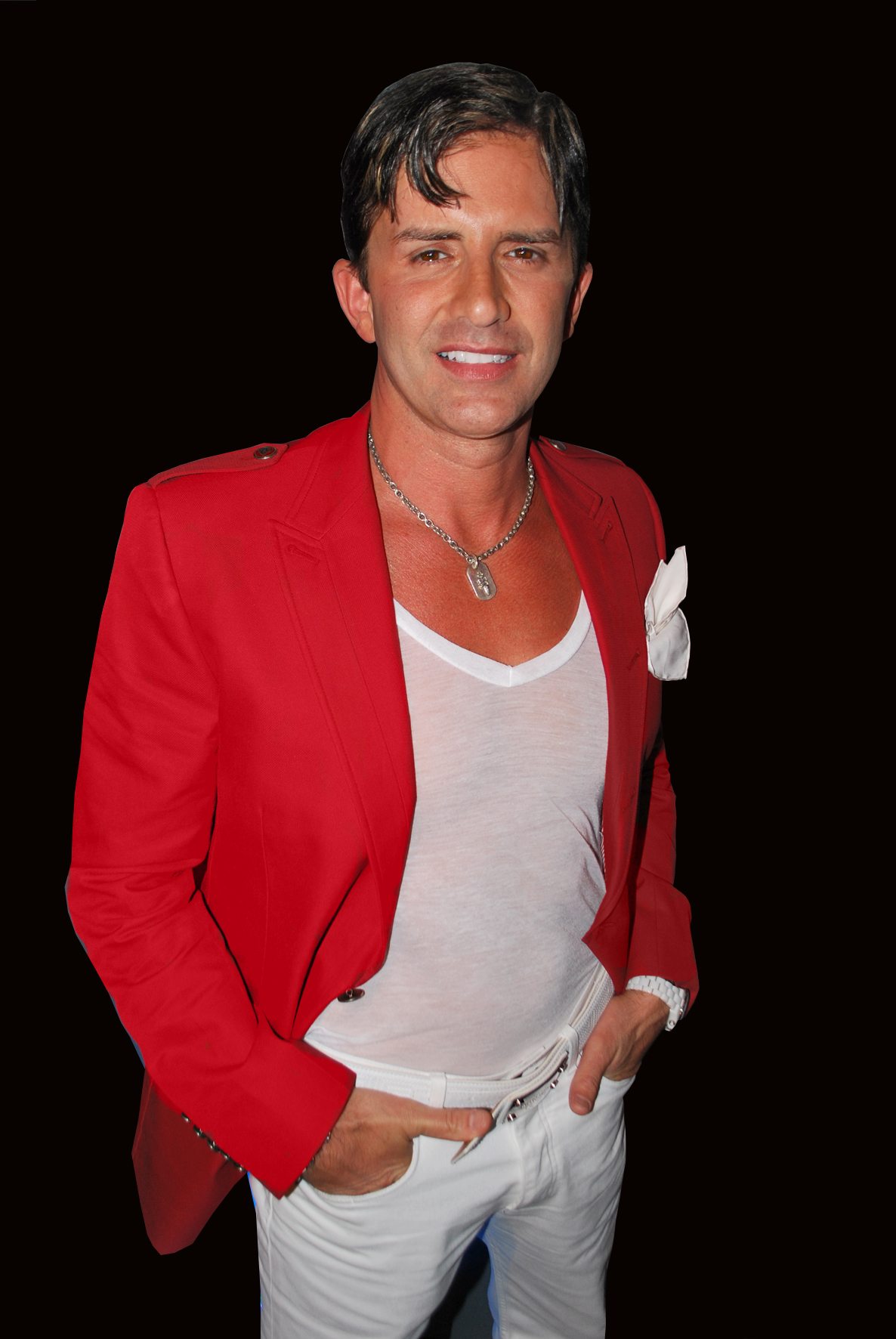
Robert Rey
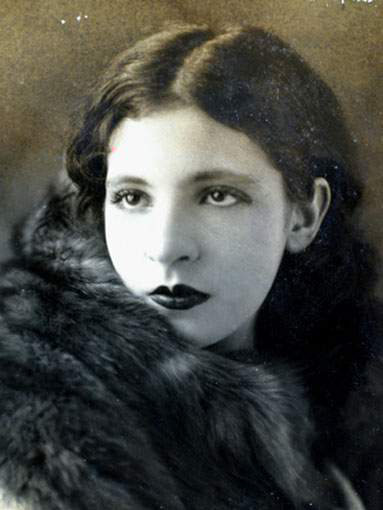
Pagu
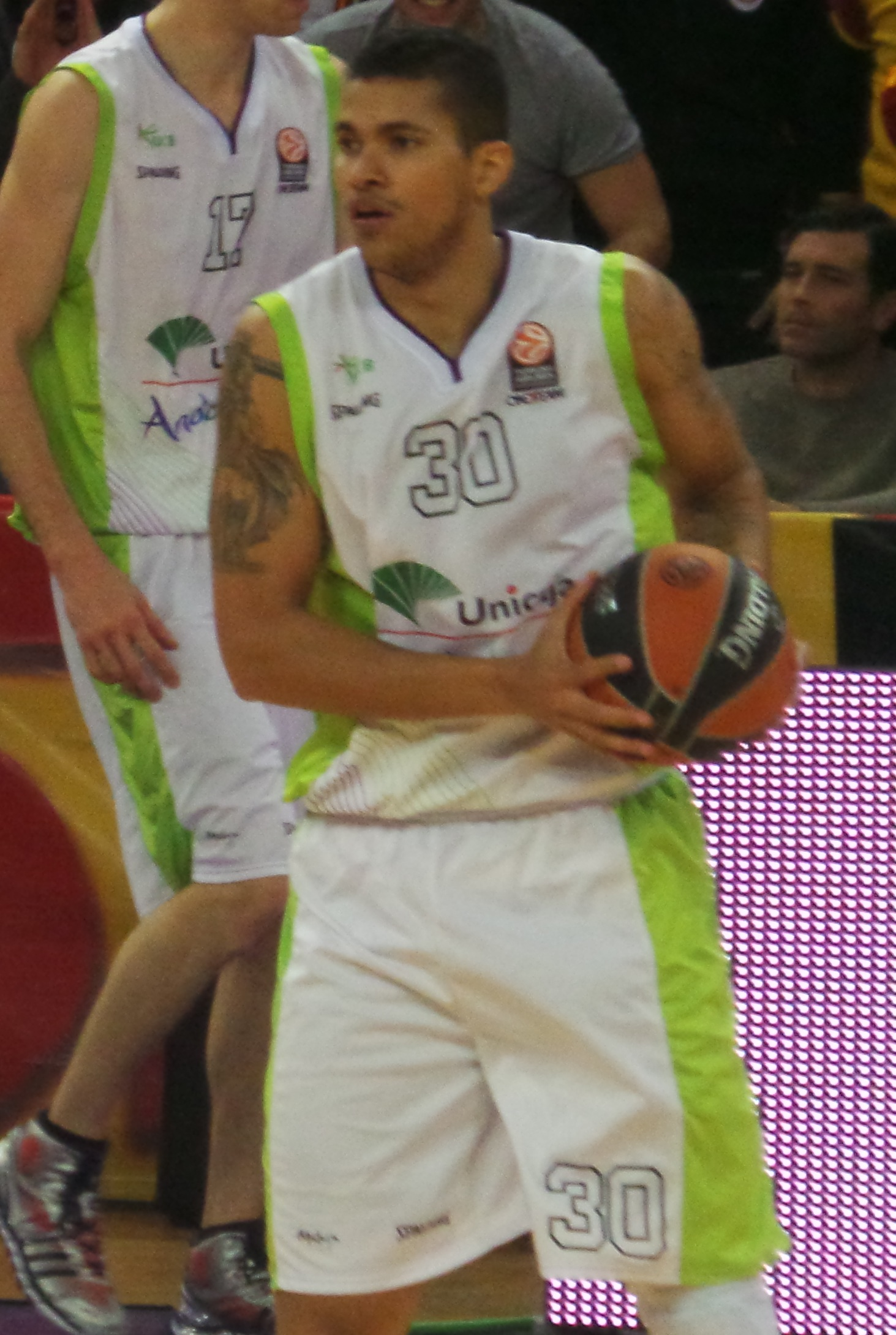
Rafael Hettsheimeir
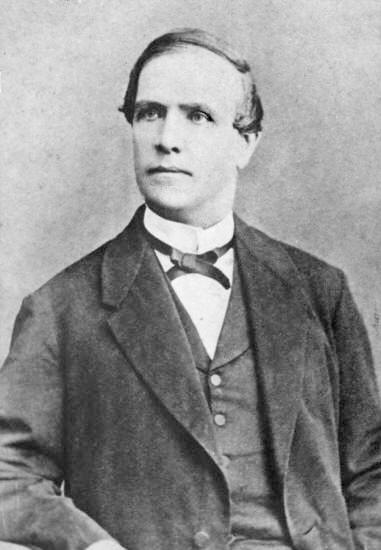
Francisco Adolfo de Varnhagen
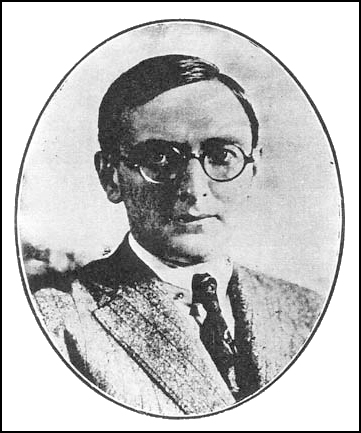
Renato Ferraz Kehl

- André Schultz, nadador nascido em Santa Bárbara d'Oeste
- Antônio Carlos Rossi Keller, bispo católico
- Alfredo Schürig, empresário, um dos pioneiros no ramo metalúrgico no Brasil. O Estádio do Parque São Jorge, do Corinthians, leva seu nome.
- Anatol Rosenfeld, crítico e teórico de teatro.
- Andreas Kisser, guitarrista e compositor
- Alexandre Welter, iatista, medalhista olímpico em Moscou, 1980
- Arthur Friedenreich, futebolista
- Alfredo Sternheim, diretor e roteirista de cinema
- Adrianinho, jogador de futebol, filho de austríaco, nome completo: Adriano Manfred Laaber. Seu primeiro time foi a Ponte Preta, que teve entre seus fundadores, alemães e austríacos, em Campinas.
- Bertha Lutz, bióloga e uma das pioneiras do feminismo no Brasil, seus avós paternos eram suíço-alemães.
- Bruno Feder, ex-vereador em São Paulo.
- Cacilda Becker, falecida atriz
- Curt Otto Baumgart, empresário e engenheiro, fundador do Shopping Center Norte
- Carlos Abrão Bresser, ou "Karl Abraham Breßer", alemão engenheiro militar, civil e major.
- Carlos Reichenbach, roteirista e diretor de cinema, nascido em Porto Alegre.
- Carla Angyalossy Lamarca, atriz e vj da MTV
- Carlos Hoenen, fotógrafo
- Carlos Rath, ou Karl Rath, arquiteto, engenheiro, geógrafo
- Deodato Wertheimer, médico e político.
- Daniel Bork, apresentador de televisão e culinarista.
- Elano Blumer, futebolista
- Elza Tank, ex-deputada estadual.
- Ernesto Frederico Scheffel, pintor artístico brasileiro.
- Eva Wilma, atriz, nome completo: Eva Wilma Riefle
- Evaristo Conrado Engelberg, inventor e engenheiro mecânico
- Eunice Michiles, professora e política
- Fabiana Murer, atleta de salto com vara
- Franz Müller, empresário
- Fabíola Reipert, jornalista
- Flavio Bierrenbach, político e advogado, foi Ministro do Superior Tribunal Militar
- Francisco Adolfo de Varnhagen, o visconde de Porto Seguro, militar, diplomata e historiador
- Francisco Schmidt, ou Franz Schmidt, fazendeiro, empreendedor e político, conhecido como o terceiro "rei do Café"
- Fritz Köberle, médico e cientista, nascido na Áustria, viveu e trabalhou desde os 43 anos em Ribeirão Preto, na Faculdade de Medicina de Ribeirão Preto, posteriormente integrada à Universidade de São Paulo - USP. Faleceu em Americana, de infarto. Teve 4 filhos, 10 netos e 9 bisnetos.
- George Fischer Elpons, pintor e professor
- Gustavo Sondermann, automobilista
- Hans Hermann Swoboda, artista plástico e técnico aeronáutico
- Heinrich Rheinboldt, químico e professor
- Hermano Henning, jornalista
- Hans Nobiling, fundador do Clube Pinheiros, antigo Sport Club Germânia
- Herbert Richers, produtor de cinema e empresário. Seu estúdio de dublagem, homônimo, é o maior da América Latina
- Hermann Friese, futebolista, um dos pioneiros do futebol brasileiro
- Hanno Brühl, diretor de televisão e cinema
- Hilda Hilst, falecida poeta, ficcionista, cronista e dramaturga
- Henrique Schaumann, farmacêutico e político
- Ingo Hoffmann, automobilista
- Ingedore Grünfeld Villaça Koch, linguista.
- João Schmidt, jogador de futebol, atualmente no São Paulo Futebol Clube
- John Herbert, ator, diretor e produtor, nome completo: John Herbert Buckup
- Jörg Bruder, velejador
- Julius Frank, professor de história, filosofia e geografia
- José Carlos Bauer, jogador de futebol, filho de um suíço-alemão
- Juliana Schalch, atriz e dançarina, seu bisavô era suíço-alemão
- Julieta Strausz, miss São Paulo de 1962
- Jairo Bouer, médico, educador e apresentador de televisão
- João de Scantimburgo, jornalista, professor e escritor integrante da Academia Brasileira de Letras
- João Guilherme Wiesinger, tenista profissional.
- Kate Hansen, atriz.
- Klaus Mitteldorf, fotógrafo
- Kahena Kunze, velejadora campeã mundial na classe 49er FX
- Karin Villen Baum, miss São Paulo 1987
- Lillian Witte Fibe, jornalista.
- Liana Friedenbach, jovem assassinada, famosa pelo Caso Liana Friedenbach e Felipe Caffé
- Lilia Moritz Schwarcz, antropóloga
- Luiz Carlos Bresser Gonçalves Pereira, filho de Carlos Bresser, é advogado, economista, cientista político
- Lino Facioli, ator mirim, nome completo: Lino Schmidek Facioli
- Lucas Stegmann, apresentador da MTV Brasil
- Lars Grael, velejador, nome completo: Lars Schmidt Grael
- Luiza Gottschalk, atriz e apresentadora de televisão, participante da A Fazenda 3.
- Luís Eduardo Schmidt, conhecido como Edu, futebolista
- Manu Karsten, veterinária, apresentadora da Record, aventureira e jornalista
- Manfred Albert von Richthofen, engenheiro
- Marisa Orth, atriz, cantora, humorista e apresentadora
- Maria Lenk, falecida nadadora
- Mariana Hein, atriz
- Mônica Waldvogel, jornalista e apresentadora
- Marcos Kleine, guitarrista do Ultraje a Rigor, produtor musical e compositor de trilhas sonoras
- Max Gehringer, administrador de empresas e escritor
- Maximilian Emil Hehl, engenheiro e arquiteto
- Milton Flávio, médico, escritor, professor e político, nome completo: Milton Flávio Marques Lautenschlager
- Marcelo Grassmann, desenhista e gravador
- Marianne Steinbrecher, conhecida como Mari, jogadora de vôlei
- Marcelo Schmidt, político
- Nélson Luís Kerchner, futebolista e atual treinador.
- Osvaldo Arthur Bratke, arquiteto.
- Otto Cirilo Lehmann, senador pela extinta Arena
- Oscar Schmidt, jogador de basquetebol, nascido em Natal.
- Patrícia Rehder Galvão (Pagu), escritora, poeta, artista plástica.
- Robert Scheidt, velejador
- Rafael Hettsheimeir, jogador de basquete
- Regiani Ritter, radialista, jornalista e atriz
- Renato Ferraz Kehl, médico, escritor e um influente eugenista brasileiro.
- Ricardo Kotscho, jornalista
- Ricardo Rathsam, ator, diretor e autor.
- Richard Rasmussen, economista e apresentador.
- Robert Rey, cirurgião plástico e apresentador. Sobrenome materno Reisdörfer.
- Roberto Paulo Richter, ex-secretário municipal da Saúde de São Paulo e ex-dirigente do extinto PDS
- Rubens Ewald Filho, jornalista e crítico de cinema.
- Solange Frazão, apresentadora, modelo e atriz, nome completo: Solange Hochgreb Frazão
- Stephen Kanitz, consultor de empresas e conferencista
- Selma Egrei, atriz
- Sérgio Hingst, ator de teatro e cinema, fez vários filmes de pornochanchada nos anos 70.
- Suzane Louise von Richthofen, famosa nacionalmente pelo Caso Richthofen
- Torben Grael, velejador, nome completo: Torben Schmidt Grael
- Tiago Leifert, jornalista e apresentador
- Vera Holtz, atriz
- Vera Zimmerman, atriz
- Viana Junior, humorista, nome completo: Sérgio Von Puttkammer
- Vivianne Ventura Brafmann, executiva e vencedora da primeira edição do programa O Aprendiz
- Walter Feldman, médico e político
- Wálter Forster, ator de rádio, cinema, teatro e pioneiro da televisão, nome completo: Wálter Gerhard Forster
- Walter George Durst, cineasta e escritor, filho de suíço-alemão.
- Werner Zulauf, urbanista e ex-secretário municipal em São Paulo.

Além destes brasileiros de origem germânica, podem-se considerar também os brasileiros de origem teuto-judaica, como por exemplo:
- Abraham Weintraub, economista, professor e político.
- Alberto Goldman, político
- Alon Feuerwerker, jornalista.
- Benjamin Steinbruch, empresário.
- Bertha Worms, falecida professora e pintora, francesa de origem alemã da região de Lorena, onde foi parte da Alemanha por séculos
- Cao Hamburger, cineasta e roteirista.
- Carlos Alberto Sardenberg, jornalista e economista.
- Dan Stulbach, ator, família judaica-polonesa de origem alemã
- Daniel Weksler, baterista do Nxzero.
- Daniel Zukerman, comediante do Pânico na Band, nome completo: Daniel Zukerman Guendler.
- Didi Wagner, modelo e apresentadora.
- Fábio Feldmann, advogado e político.
- Gastão Worms, pintor, escultor, desenhista, professor e caricaturista, filho de Bertha Worms.
- Hélio Schwartsman, filosofo e colunista da Folha de S.Paulo.
- Leonardo Frankenthal, renomado advogado.
- Luciano Huck, apresentador
- Mariana Kupfer, atriz, apresentadora , cantora e modelo.
- Mira Schendel, artista plástica suíça radicada em São Paulo.
- Nelson Ascher, poeta, tradutor e jornalista.
- Paul Singer, economista e professor.
- Riva Nimitz, atriz.
- Roberto Burle Marx, artista plástico e arquiteto-paisagista.
- Rosana Hermann, escritora, roteirista e apresentadora
- Sandra Annenberg, jornalista e atriz.

Obs: Os austríacos e os suíços de língua alemã devem ser classificados como alemães étnicos, do mesmo modo como minorias de origem germânica noutros países como a Itália (Tirol do Sul), Rússia (alemães do Volga), Polônia (pomeranos), República Tcheca (Boêmia), Holanda, Bélgica, etc. Na região da Alsácia e Lorena, na França, a população é na sua maioria etnicamente alemã, e durante séculos as regiões pertenceram durante alguns períodos à Alemanha, durante outros à França. Da mesma forma, os alemães de Schleswig-Holstein possuem vínculos culturais com a Dinamarca. (Leia também: alemães)

## Principais colônias alemãs no Estado de São Paulo
- Presidente Venceslau
- Santo Amaro
- Colônia Paulista
- Colônia Tannenberg